# 商倚
商倚（?—?），北宋淄川（今山東淄博）人。
元祐年間官太學博士。紹聖四年（1097年）通判保州。建中靖國元年（1101年）爲殿中侍御史。